# Thomas Carmoy
Pour les articles homonymes, voir Carmoy.
Thomas Carmoy, né le 16 février 2000 à Charleroi, est un athlète belge spécialiste du saut en hauteur et des épreuves de haies.

## Biographie
Thomas Carmoy, né le 16 février 2000 à Charleroi, est le fils de Grégory Carmoy, restaurateur dans l'Horeca, et de Corinne Barreau. Il est originaire de Pont-à-Celles.
Depuis janvier 2019, Thomas Carmoy bénéficie du programme Sportifs d'Élite à la Défense (SED) qui offre de nombreuses facilités aux sportifs de haut niveau en Belgique.
Il devient en 2019 champion d'Europe du saut en hauteur chez les U20. Il est six fois champion de Belgique du saut en hauteur. En 2021 à Toruń et en 2023 à Istanbul, il a obtenu des médailles de bronze aux championnats d'Europe en salle.
En octobre 2023, il rejoint le Royal Club d'athlétisme du Brabant Wallon (CABW). En novembre de cette même année, Tia Hellebaut, championne olympique de saut en hauteur pour la technique de saut, et François Gourmet, ex-athlète de décathlon pour la préparation physique, deviennent ses entraîneurs.
En mars 2024, il se classe 11e de la finale du saut en hauteur des championnats du monde d'athlétisme en salle 2024 à Glasgow avec un bond à 2,15 m.
Aux championnats d'Europe d'athlétisme 2024 à Rome en juin 2024, il se classe 4e de la finale avec un bond de 2,26 m.
Lors des Jeux olympiques 2024 à Paris, il est éliminé en qualifications.

## Palmarès

### International
| Date | Compétition                    | Lieu     | Résultat | Marque |
| ---- | ------------------------------ | -------- | -------- | ------ |
| 2019 | Championnats d'Europe juniors  | Borås    | 1er      | 2,22 m |
| 2019 | Jeux mondiaux militaires       | Wuhan    | 3e       | 2,15 m |
| 2021 | Championnats d'Europe en salle | Toruń    | 3e       | 2,26 m |
| 2022 | Championnats d'Europe          | Munich   | 5e       | 2,23 m |
| 2023 | Championnats d'Europe en salle | Istanbul | 3e       | 2,29 m |
| 2023 | Jeux européens                 | Chorzów  | 2e       | 2,29 m |
| 2024 | Championnats du monde en salle | Glasgow  | 11e      | 2,15 m |
| 2024 | Championnats d'Europe          | Rome     | 4e       | 2,26 m |

### National
- Championnats de Belgique en plein air
  -  Médaille d'argent du saut en hauteur en 2017
  -  Médaille d'or du saut en hauteur en 2019 et 2020

- Championnats de Belgique en salle
  -  Médaille d'or du saut en hauteur en 2018, 2019, 2020 et 2021

## Records
| Épreuve         | Épreuve   | Marque | Lieu     | Date |
| --------------- | --------- | ------ | -------- | ---- |
| Saut en hauteur | Plein air | 2,29 m | Istanbul | 2023 |
| Saut en hauteur | En salle  | 2,29 m | Chorzów  | 2023 |

## Distinctions
- 2019: Spike d'or du meilleur espoir homme.